# Henry Vestine
Henry Charles „The Sunflower“ Vestine (25. prosince 1944 Takoma Park, Maryland – 20. října 1997, Paříž) byl americký kytarista, člen skupiny Canned Heat.

## Život
Narodil se ve městě Takoma Park v americkém státě Maryland jako syn geofyzika Ernesta Harryho Vestina a jeho manželky Lois. Hudbě se věnoval již od dětství a stejně jako jeho otec byl sběratelem bluesových desek. V roce 1965 se stal členem skupiny The Mothers of Invention, kterou vedl kytarista Frank Zappa. Ze skupiny však odešel ještě před vydáním jejího prvního alba, ale nahrál s ní několik písní, které o mnoho let později vyšly na albu Joe's Corsage. Ještě roku 1965 se stal členem skupiny Canned Heat, ze které odešel v roce 1969. Důvodem byly hádky s baskytaristou Larrym Taylorem. Jako náhrada byl vybrán Harvey Mandel. Roku 1969 začal vystupovat s jazzovým saxofonistou Albertem Aylerem. Brzy ze však vrátil do Canned Heat (Taylor s Mandelem odešli k britskému hudebníkovi Johnu Mayallovi) a roku 1974 opět odešel.
Se skupinou Canned Heat opět vystupovat během osmdesátých let a od roku 1992 v ní hrál až do své smrti. Zemřel po dokončení francouzského turné s Canned Heat. Příčinou bylo srdeční a respirační selhání. Byl zpopelněn a jeho popel byl pochován na hřbitově Oak Hill nedaleko městě Eugene ve státě Oregon. Později byl zřízen fond, který financuje údržbu hrobu a podle Vestinova přání také případný transport popelu do kráteru Vestine na Měsíci, který byl pojmenován po jeho otci. Během své kariéry spolupracoval s mnoha dalšími hudebníky, mezi které patří například Jimmy Carl Black, Clarence „Gatemouth“ Brown a Sunnyland Slim.
Měl výrazný rozzlobený a bzučivý kytarový styl. Hudební časopis Rolling Stone jej roku 2003 zařadil na 77. příčku žebříčku sta nejlepších kytaristů všech dob.

## Diskografie

### Sólová
- I Used to Be Mad (1981)
- Guitar Gangster (1991)

### Ostatní
- Canned Heat: Canned Heat (1969)
- Canned Heat: Boogie with Canned Heat (1968)
- Canned Heat: Living the Blues (1968)
- Canned Heat: Hallelujah (1969)
- Albert Ayler: Music Is the Healing Force of the Universe (1969)
- Albert Ayler: The Last Album (1969)
- Sunnyland Slim: Slim's Got His Thing Goin’ On (1969)
- Canned Heat: Vintage (1970)
- John Lee Hooker a Canned Heat: Hooker 'n Heat (1971)
- Canned Heat: Historical Figures and Ancient Heads (1971)
- Canned Heat: One More River to Cross (1973)
- Memphis Slim: Memphis Heat (1973)
- Canned Heat: The New Age (1973)
- Clarence „Gatemouth“ Brown: Gate's on the Heat (1975)
- John Lee Hooker: The Healer (1989)
- The Vipers: Venom (1993)
- Canned Heat: Internal Combustion (1994)
- Canned Heat: Blues Band (1997)
- Frank Zappa: Joe's Corsage (2004)
- Alan Wilson: The Blind Owl (2013)